# Sojourner Truth
Sojourner Truth (nascida Isabella Baumfree; Swartekill, c. 1797 — Battle Creek, 26 de novembro de 1883) foi uma abolicionista e ativista dos direitos das mulheres afro-americana. Truth nasceu escravizada em Swartekill, Nova Iorque, mas escapou com sua filha pequena para a liberdade em 1826. Depois de ir ao tribunal para resgatar seu filho em 1828, ela se tornou a primeira mulher negra a ganhar um caso como esse contra um homem branco.
Ela se autodenominou Sojourner Truth em 1843, depois de se convencer que Deus a havia chamado para deixar a cidade e ir para o campo "testemunhando a esperança que havia nela". Seu discurso mais conhecido foi feito de improviso, em 1851, na Convenção dos Direitos das Mulheres de Ohio, em Akron. O discurso ficou amplamente conhecido durante a Guerra Civil Americana com o título "Ain't I a Woman?", uma variação da fala original reescrita por outra pessoa usando um dialeto sulista estereotipado, entretanto Sojourner Truth era de Nova Iorque e cresceu falando holandês como sua primeira língua. Durante a Guerra Civil, Truth ajudou a recrutar tropas negras para o Exército da União; depois da guerra, ela tentou, sem sucesso, garantir concessões de terras do governo federal para pessoas anteriormente escravizadas (resumido como a promessa de "quarenta acres e uma mula"). Ela continuou a lutar em nome das mulheres e dos afro-americanos até sua morte. Como escreveu sua biógrafa Nell Irvin Painter: "Numa época em que a maioria dos americanos pensava nos escravos como homens e nas mulheres como brancas, Truth incorporou um fato que ainda vale a pena repetir: entre os negros há mulheres; entre as mulheres, há negros."
Um busto memorial de Truth foi inaugurado em 2009 no Emancipation Hall no U.S. Capitol Visitor's Center. Ela é a primeira mulher afro-americana a ter uma estátua no edifício do Capitólio. Em 2014, Truth foi incluída na lista da revista Smithsonian dos "100 Americanos mais importantes de todos os tempos".

## Início de vida

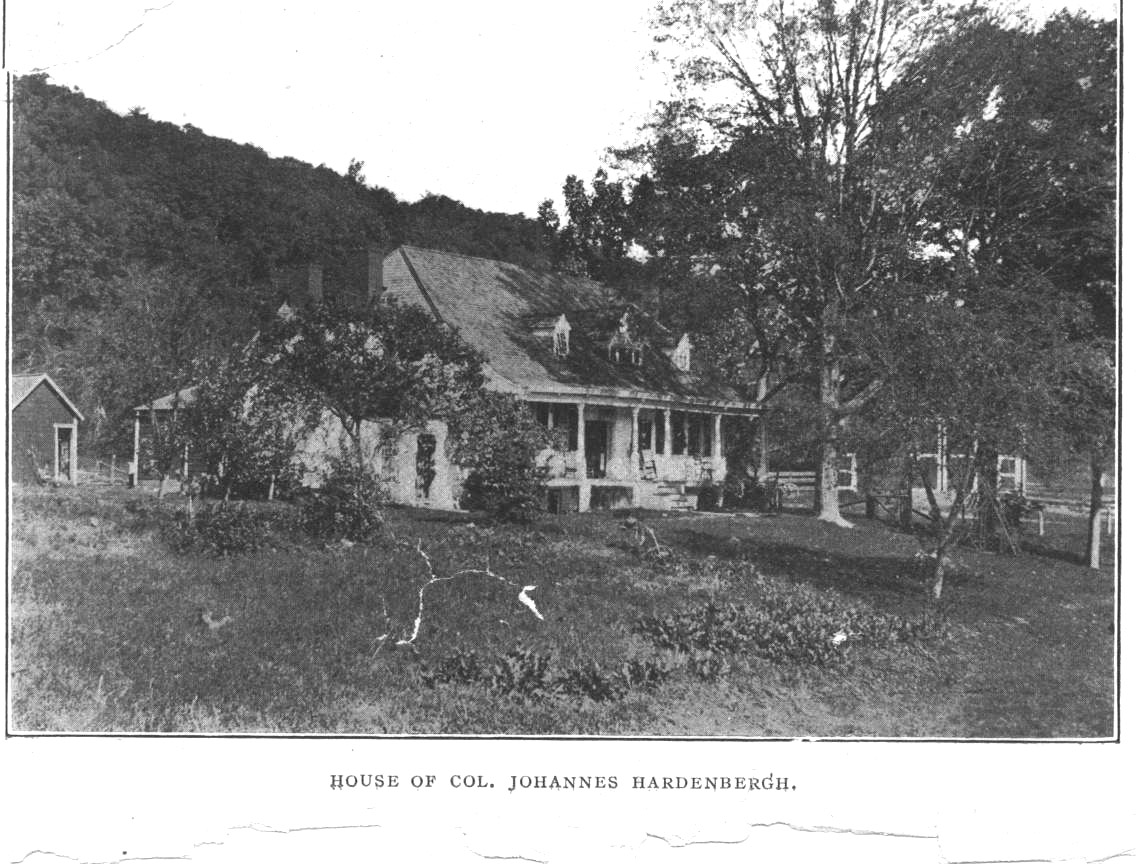
Casa do Coronel Johannes Hardenbergh

Truth foi uma dos 10 ou 12 filhos de James e Elizabeth Baumfree (ou Bomefree). O coronel Hardenbergh comprou James e Elizabeth Baumfree de traficantes de escravos e manteve sua família em sua propriedade em uma grande área montanhosa chamada pelo nome holandês Swartekill (ao norte da atual Rifton), na cidade de Esopus, Nova Iorque, 153 km ao norte da cidade de Nova Iorque. Charles Hardenbergh herdou a propriedade de seu pai e continuou a escravizar pessoas como parte dessa propriedade.
Quando Charles Hardenbergh morreu em 1806, Truth (conhecida à época como Belle), de nove anos, foi vendida em um leilão com um rebanho de ovelhas por US$ 100 para John Neely, perto de Kingston, Nova Iorque. Até então, Truth falava apenas holandês, e depois de aprender inglês, ela o falava com sotaque holandês, não o inglês estereotipado dos "escravos negros". Mais tarde, ela descreveu Neely como cruel e severo, relatando como ele batia nela diariamente e uma vez até com um feixe de varas. Em 1808, Neely a vendeu por US$ 105 para o taberneiro Martinus Schryver de Port Ewen, Nova Iorque, que a possuiu por 18 meses. Schryver em seguida vendeu Truth em 1810 para John Dumont de West Park, Nova Iorque. John Dumont a estuprou repetidamente, e havia uma tensão considerável entre Truth e a esposa de Dumont, Elizabeth Waring Dumont, que a perturbava e tornava sua vida mais difícil.
Por volta de 1815, Truth conheceu e se apaixonou por um homem escravizado chamado Robert de uma fazenda vizinha. O dono de Robert (Charles Catton Jr., um pintor de paisagens) proibiu o relacionamento; ele não queria que as pessoas que ele escravizava tivessem filhos com pessoas que ele não estava escravizando, porque ele não seria o proprietário dos filhos. Um dia, Robert foi até lá para ver Truth. Quando Catton e seu filho o encontraram, bateram violentamente em Robert até que Dumont finalmente interveio. Truth nunca mais viu Robert depois daquele dia e ele morreu alguns anos depois. A experiência assombrou Truth ao longo de sua vida. Truth acabou se casando com um homem escravizado mais velho, chamado Thomas. Ela teve cinco filhos: James, seu primogênito, que morreu na infância, Diana (1815), resultado de um estupro de John Dumont, e Peter (1821), Elizabeth (1825) e Sophia (ca. 1826), todos nascidos depois que ela e Thomas se uniram.

## Liberdade
Em 1799, o estado de Nova Iorque começou a legislar a abolição da escravidão, embora o processo de emancipação das pessoas escravizadas em Nova Iorque não estivesse concluído até 4 de julho de 1827. Dumont prometeu conceder a Truth sua liberdade um ano antes da emancipação do estado, "se ela fizesse bem e fosse fiel". No entanto, ele mudou de ideia, alegando que uma lesão na mão a tornara menos produtiva. Ela ficou furiosa, mas continuou a trabalhar, fiando 45 kg de lã, para satisfazer seu senso de obrigação para com ele.
No final de 1826, Truth escapou para a liberdade com sua filha pequena, Sophia. Ela teve que deixar seus outros filhos para trás, porque eles não foram legalmente libertados na ordem de emancipação até que tivessem servido como servos obrigados aos vinte anos. Mais tarde, ela disse: "Eu não fugi, porque achei isso perverso, mas me afastei, acreditando que tudo estaria bem."
Ela encontrou o caminho para a casa de Isaac e Maria Van Wagenen em New Paltz, que a levou com seu bebê. Isaac ofereceu-se para comprar seus serviços pelo resto do ano (até a emancipação do estado entrar em vigor), que Dumont aceitou por US$ 20 mais US$ 5 pela criança. Ela morou lá até que a Lei de Emancipação do Estado de Nova Iorque foi aprovada um ano depois.
Truth soube que seu filho Peter, então com cinco anos, havia sido vendido por Dumont e depois revendido ilegalmente para um proprietário no Alabama. Com a ajuda dos Van Wagenens, ela levou a questão ao tribunal e em 1828, após meses de procedimentos legais, ela recuperou seu filho, que havia sido abusado por aqueles que o escravizavam. Truth se tornou uma das primeiras mulheres negras a ir ao tribunal contra um homem branco e ganhar o caso.
Truth teve uma experiência religiosa que mudou sua vida durante sua estada com os Van Wagenens e se tornou uma cristã devota. Em 1829, ela se mudou com seu filho Peter para a cidade de Nova Iorque, onde trabalhou como governanta para Elijah Pierson, um evangelista cristão. Enquanto estava em Nova Iorque, ela fez amizade com Mary Simpson, a dona de uma mercearia de John Street que alegou que ela já havia sido escravizada por George Washington. Elas compartilharam o interesse pela caridade para os pobres e se tornaram amigos íntimas. Em 1832, ela conheceu Robert Matthews, também conhecido como Profeta Matthias, e foi trabalhar para ele como governanta na colônia comunitária do Reino de Matthias. Elijah Pierson morreu, e Robert Matthews e Truth foram acusados de roubá-lo e envenená-lo. Ambos foram absolvidos do assassinato, embora Matthews tenha sido condenado por crimes menores, cumpriu pena e se mudou para o oeste.
Em 1839, o filho de Truth, Peter, conseguiu um emprego em um navio baleeiro chamado Zone of Nantucket. De 1840 a 1841, ela recebeu três cartas dele, embora em sua terceira carta ele lhe disse que havia enviado cinco. Peter disse que também nunca recebeu nenhuma das cartas dela. Quando o navio voltou ao porto em 1842, Peter não estava a bordo e Truth nunca mais ouviu falar dele.

## O resultado da liberdade
O ano de 1843 foi um momento decisivo para a Baumfree. Ela se tornou metodista e, em 1.º de junho, domingo de Pentecostes, mudou seu nome para Sojourner Truth. Ela escolheu o nome porque ouviu o Espírito de Deus chamando-a para pregar "a verdade". Ela disse às amigas: “O Espírito me chama e devo ir”, e partiu para fazer seu caminho viajando e pregando sobre a abolição da escravidão. Levando consigo apenas alguns pertences em uma fronha, ela viajou para o norte, subindo pelo Vale do Rio Connecticut, em direção a Massachusetts.
Naquela época, Truth começou a frequentar as reuniões campais adventistas mileritas. Os mileritas seguiram os ensinamentos de William Miller, de Nova Iorque, que pregou que Jesus apareceria em 1843-1844, trazendo o fim do mundo. Muitos na comunidade milerita apreciavam a pregação e os cânticos de Truth, e ela atraía grandes multidões quando falava. Como muitos outros desapontados quando a esperada segunda vinda não aconteceu, Truth se distanciou de seus amigos mileritas por um tempo.
Em 1844, ela se juntou à Northampton Association of Education and Industry em Florence, Massachusetts. Fundada por abolicionistas, a organização apoiava os direitos das mulheres e a tolerância religiosa, bem como o pacifismo. Havia, em seus quatro anos e meio de história, um total de 240 membros, embora não mais do que 120 ao mesmo tempo. Eles viviam em 1,9 km², criando gado, administrando uma serraria, uma moenda e uma fábrica de seda. Truth vivia e trabalhava na comunidade e supervisionava a lavanderia, supervisionando homens e mulheres. Enquanto estava lá, Truth conheceu William Lloyd Garrison, Frederick Douglass e David Ruggles. Incentivada pela comunidade, Truth fez seu primeiro discurso antiescravagista naquele ano.
Em 1845, ela se juntou à casa de George Benson, o cunhado de William Lloyd Garrison. Em 1846, a Northampton Association of Education and Industry foi dissolvida, incapaz de se sustentar. Em 1849, ela visitou John Dumont antes de ele se mudar para o oeste.
Truth começou a ditar suas memórias para sua amiga Olive Gilbert e, em 1850, William Lloyd Garrison publicou privadamente seu livro, The Narrative of Sojourner Truth: a Northern Slave. No mesmo ano, ela comprou uma casa em Florence por US$ 300 e falou na primeira National Women's Rights Convention em Worcester, Massachusetts. Em 1854, com o produto da venda da narrativa e dos cartes-de-visite com a legenda "I sell the shadow to support the substance", ela pagou a hipoteca de seu amigo da comunidade, Samuel L. Hill.

## Ain't I a Woman?
Em 1851, Truth se juntou a George Thompson, um abolicionista e palestrante, em uma turnê de palestras pelo centro e oeste do estado de Nova Iorque. Em maio, ela participou da Convenção dos Direitos das Mulheres de Ohio em Akron, onde fez seu famoso discurso extemporâneo sobre os direitos das mulheres, mais tarde conhecido como "Ain't I a Woman?" (em português:  "E eu não sou uma mulher?") Seu discurso exigia direitos humanos iguais para todas as mulheres. Ela também falou como uma ex-mulher escravizada, combinando apelos ao abolicionismo com os direitos das mulheres e valendo-se de sua força como trabalhadora para fazer suas reivindicações por direitos iguais.
A convenção foi organizada por Hannah Tracy e Frances Dana Barker Gage, que estiveram presentes quando Truth falou. Diferentes versões das palavras de Truth foram registradas, com a primeira publicada um mês depois no Anti-Slavery Bugle pelo Rev. Marius Robinson, o dono do jornal e editor que estava na plateia. O relato de Robinson sobre o discurso não incluiu nenhum exemplo da pergunta "Ain't I a Woman?" e nem qualquer outro jornal noticiou seu discurso na época. Doze anos mais tarde, em maio de 1863, Gage publicou outra versão muito diferente. Nele, o padrão de fala de Truth parecia ter características de escravos do sul, e a fala era muito diferente daquela relatada por Robinson. A versão do discurso de Gage se tornou a mais amplamente divulgada e é conhecida como "Ain't I a Woman?" porque essa pergunta foi repetida quatro vezes. É altamente improvável que o próprio padrão de fala de Truth fosse do sul por natureza, já que ela nasceu e foi criada em Nova Iorque, e ela só falava apenas baixo-holandês da parte alta do estado de Nova Iorque até os nove anos de idade.

Na versão registrada pelo Rev. Marius Robinson, Truth disse:
Quero dizer umas poucas palavras sobre este assunto. Sou um direito de mulher. [sic] Tenho tantos músculos quanto qualquer homem, e posso trabalhar tanto quanto qualquer homem. Tenho arado e ceifado e cortado e aparado, e pode algum homem fazer mais do que isso? Tenho ouvido falar muito sobre igualdade dos sexos. Posso carregar tanto quanto qualquer homem, e posso comer tanto quanto também, se conseguir o que comer. Sou tão forte quanto qualquer homem.
Quanto ao intelecto, tudo o que posso dizer é, se uma mulher possui uma medida, e um homem possui duas — por que ela não pode ter a sua medidazinha cheia?
Vocês não precisam temer nos dar nossos direitos por medo de que queiramos demais, — porque não poderemos pegar mais do que nossa medida suporta. Os pobres homens parecem estar em total confusão e não sabem o que fazer. Porque, crianças, se têm direitos das mulheres, dêem-nos a elas e irão se sentir melhor. Vocês terão seus próprios direitos e eles não serão um grande problema.
Não sei ler, mas sei ouvir. Ouvi a Bíblia e aprendi que Eva levou o homem a pecar. Bom, se a mulher subverteu o mundo, dêem-lhe a chance de colocá-lo na posição certa de novo. A senhora falou sobre Jesus, de como ele nunca desprezou as mulheres, e ela estava certa. Quando Lázaro morreu, Maria e Marta foram até ele com fé e amor e exortaram-no para que erguesse o irmão delas. E Jesus foi e Lázaro levantou-se.
E como Jesus veio para o mundo? Através de Deus que o criou e da mulher que o deu à luz. Homem, qual foi o seu papel?

Mas as mulheres estão discutindo sob as bênçãos de Deus e uns poucos homens se aproximaram delas. Mas o homem está num espaço apertado, o pobre escravo parte para cima dele, a mulher parte para cima dele, certamente ele está entre um falcão e uma águia.
Em contraste com o relato de Robinson, a versão de Gage de 1863 incluía Truth dizendo que seus 13 filhos foram vendidos como escravos. Acredita-se que Truth teve cinco filhos, com um deles vendido, e nunca se soube que tivesse mais filhos. A lembrança de Gage de 1863 sobre a convenção conflita com seu próprio relato imediatamente após a convenção: Gage escreveu em 1851 que Akron em geral e a imprensa, em particular, eram amplamente amigáveis com a convenção dos direitos da mulher, mas em 1863 ela escreveu que os líderes da convenção temiam os oponentes "turbulentos". Outros relatos de testemunhas oculares do discurso de Truth contaram uma história tranquila, em que todos os rostos estavam "radiantes de alegria" na sessão em que Truth falou; que nem "uma nota discordante" interrompeu a harmonia do processo. Em relatos contemporâneos, Truth foi calorosamente recebida pelos frequentadores da convenção, a maioria dos quais eram abolicionistas de longa data, amigáveis com as ideias progressistas de raça e direitos civis. Na versão de 1863 de Gage, Truth foi recebida com chiados, com vozes chamando para impedi-la de falar. Outras reuniões inter-raciais de mulheres abolicionistas negras e brancas foram de fato recebidas com violência, incluindo o incêndio do Pennsylvania Hall.
De acordo com o relato de Frances Gage em 1863, Truth argumentou: "Aquele homem ali disse que as mulheres precisam ser ajudadas a subir nas carruagens, e suspensas em valas, e ter o melhor lugar em todos os lugares. Ninguém nunca me ajuda a subir nas carruagens, ou sobre poças de lama, ou me dá o melhor lugar! E eu não sou uma mulher?". "Ain't I a Woman" de Truth mostrou a falta de reconhecimento que as mulheres negras receberam durante essa época e cuja falta de reconhecimento continuará a ser vista muito depois de sua época. “As mulheres negras, é claro, eram praticamente invisíveis dentro da prolongada campanha pelo sufrágio feminino”, escreveu Angela Davis, apoiando o argumento de Truth de que ninguém lhe dá “o melhor lugar”; e não só ela, mas as mulheres negras em geral.
Nos dez anos seguintes, Truth falou para dezenas, talvez centenas de audiências. De 1851 a 1853, Truth trabalhou com Marius Robinson, o editor do Ohio Anti-Slavery Bugle, e viajou pelo estado falando. Em 1853, ela falou em uma "mob convention" sufragista no Tabernáculo da Broadway na Cidade de Nova Iorque; naquele ano ela também conheceu Harriet Beecher Stowe. Em 1856, ela viajou para Battle Creek, Michigan, para falar a um grupo chamado "Friends of Human Progress".

## Outros discursos
Convenção Abolicionista - c. 1840, Boston, Massachusetts: William Lloyd Garrison convidou Sojourner Truth para fazer um discurso em uma convenção anual contra a escravidão. Wendell Phillips deveria falar depois dela, o que a deixou nervosa, pois ele era conhecido como um bom orador. Então Truth cantou uma canção, "I am Pleading for My people", que era sua própria composição original cantada com a melodia de Auld Lang Syne.
Reunião Campal de Northampton - 1844, Northampton, Massachusetts: Em uma reunião campal em que ela participava como pregadora itinerante, um bando de "jovens rebeldes" interrompeu a reunião, recusando-se a sair e ameaçando queimar as tendas. Truth sentiu medo da invasão e escondeu-se atrás de um baú na sua tenda, pensando que, sendo ela a única pessoa negra presente, a multidão a atacaria primeiro. No entanto, ela raciocinou consigo mesma e resolveu fazer algo: conforme o barulho da multidão aumentava e uma pregadora "tremia na bancada dos pregadores", Truth subiu a uma pequena colina e começou a cantar "em sua maneira mais fervorosa, com toda a força da sua voz mais poderosa, o hino da ressurreição de Cristo ”.  Sua canção, "It was Early in the Morning", reuniu os desordeiros e os acalmou. Eles a incentivaram a cantar, pregar e orar para seu entretenimento. Depois de cantar canções e pregar por cerca de uma hora, Truth negociou com eles para irem embora depois de uma última canção. A multidão concordou e deixou a reunião campal.
Mob Convention - 7 de setembro de 1853: Na convenção, os jovens a saudaram com "uma tempestade perfeita", murmurando e resmungando. Em resposta, Truth disse: "Você pode resmungar o quanto quiser, mas as mulheres terão seus direitos de qualquer maneira. Você também não pode nos impedir". Sojourner, como outros oradores públicos, muitas vezes adaptou seus discursos de acordo com a forma como o público estava respondendo a ela. Em seu discurso, Sojourner fala pelos direitos das mulheres. Ela incorpora referências religiosas em seu discurso, principalmente a história de Ester. Ela então prossegue dizendo que, assim como as mulheres nas escrituras, as mulheres de hoje lutam por seus direitos. Além disso, Sojourner repreende a multidão por todos os seus murmúrios e comportamentos rudes, lembrando-os de que Deus diz: "Honre seu pai e sua mãe".
Associação Americana de Direitos Iguais - 9-10 de maio de 1867: Seu discurso foi dirigido à Associação Americana de Direitos Iguais e dividido em três sessões. Sojourner foi recebida com aplausos em voz alta em vez de murmúrios e resmungos, agora que ela tinha uma reputação melhor formada estabelecida. The Call havia anunciado seu nome como um dos principais oradores da convenção.
Na primeira parte de seu discurso, ela falou principalmente sobre os direitos das mulheres negras. Sojourner argumentou que, como a pressão por direitos iguais levou os homens negros a conquistarem novos direitos, agora era o melhor momento para dar às mulheres negras os direitos que elas também merecem. Ao longo de seu discurso, ela continuou enfatizando que "devemos manter as coisas indo enquanto as coisas estão em movimento" e teme que, uma vez que a luta pelos direitos dos negros se estabilize, levará muito tempo para aquecer as pessoas de volta à ideia de que as mulheres de cor têm direitos iguais.
Na segunda sessão do discurso de Sojourner, ela utilizou uma história da Bíblia para ajudar a fortalecer seu argumento a favor da igualdade de direitos para as mulheres. Ela encerrou sua argumentação acusando os homens de serem egocêntricos, dizendo: "O homem é tão egoísta que tem os direitos das mulheres e os seus próprios, e ainda assim não concede os direitos às mulheres. Ele os mantém para si". Para a sessão final do discurso de Sojourner, o centro de suas atenções foi principalmente o direito das mulheres de votar. Sojourner disse ao público que era dona de sua própria casa, assim como outras mulheres, e, portanto, devia pagar impostos. Mesmo assim, elas não puderam votar por serem mulheres. As mulheres negras que eram escravizadas eram obrigadas a fazer trabalhos manuais árduos, como construir estradas. Sojourner argumenta que, se essas mulheres pudessem realizar essas tarefas, deveriam ter permissão para votar, porque certamente votar é mais fácil do que construir estradas.
Oitavo Aniversário da Liberdade Negra - Dia de Ano Novo, 1871: Nesta ocasião, os jornais de Boston relataram que "...raramente há uma ocasião de mais atração ou maior interesse geral. Todos os espaços disponíveis para sentar e ficar em pé estavam lotados". Ela começa seu discurso apresentando um pequeno histórico sobre sua vida. Sojourner conta como sua mãe lhe disse para orar a Deus para que ela pudesse ter bons donos e donas. Ela continua contando como seus donos não foram bons para ela, sobre como ela foi chicoteada por não entender inglês e como ela questionaria Deus por que ele não fez seus donos serem bons para ela. Sojourner admite para o público que ela já odiou os brancos, mas ela diz que quando conheceu seu dono final, Jesus, ela se encheu de amor por todos. Depois que os escravos foram emancipados, ela disse à multidão que sabia que suas orações foram atendidas.
A última parte do discurso de Sojourner traz o foco principal nela. Alguns escravos libertos viviam com a ajuda do governo naquela época, paga pelos contribuintes. Sojourner anuncia que isso não é melhor para as pessoas negras do que para os membros de sua audiência. Ela então propõe que os negros recebam suas próprias terras. Como uma parte da população do Sul continha rebeldes descontentes com a abolição da escravidão, aquela região dos Estados Unidos não era adequada para pessoas negras. Por fim, ela sugere que os negros recebam terras no oeste para construir casas e prosperar.
Segunda Convenção Anual da Associação Americana de Sufrágio Feminino - Boston, 1871: Em um breve discurso, Truth argumentou que os direitos das mulheres eram essenciais, não apenas para seu próprio bem-estar, mas "para o benefício de toda a criação, não apenas das mulheres, mas de todos os homens na face da terra, pois elas são as suas mães".

## Sua missão

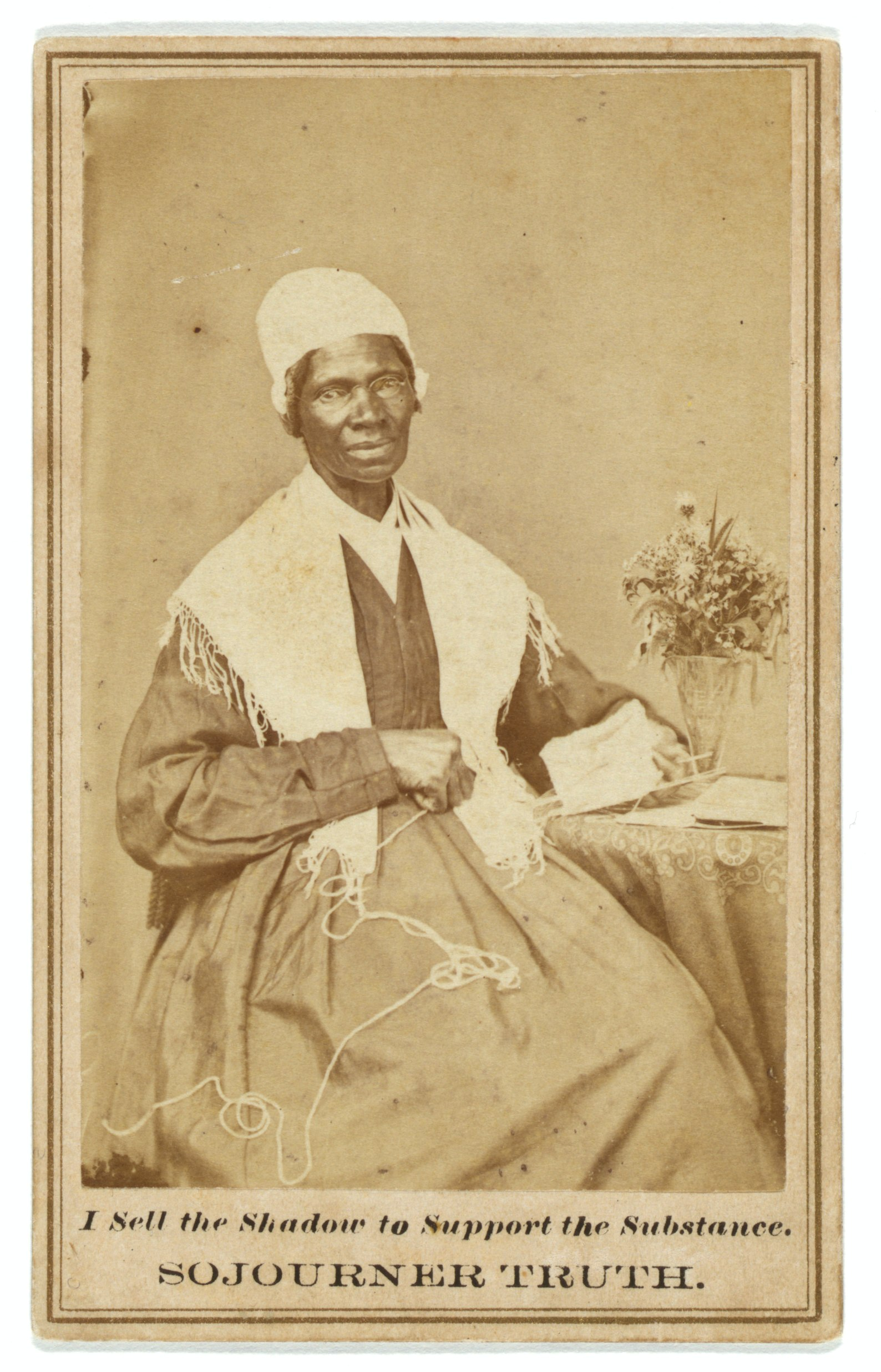
Carte-de-visite de Truth, vendido para angariar fundos de 1864.

Truth dedicou sua vida a lutar por uma sociedade mais igualitária para os afro-americanos e para as mulheres, incluindo a abolição, o direito de voto e os direitos de propriedade. Ela estava na vanguarda dos esforços para abordar questões de justiça social. Como escreveu a historiadora Martha Jones, "quando mulheres negras como Truth falavam de direitos, elas misturavam suas ideias com desafios à escravidão e ao racismo. Truth contou suas próprias histórias, aquelas que sugeriam que um movimento de mulheres poderia tomar outra direção, uma que defendesse os interesses gerais de toda a humanidade".
Em 1856, Truth comprou um terreno vizinho em Northampton, mas não ficou com a nova propriedade por muito tempo. Em 3 de setembro de 1857, ela vendeu todos os seus bens, novos e antigos, para Daniel Ives e mudou-se para Battle Creek, Michigan, onde se reuniu aos ex-membros do movimento milerita que haviam formado a Igreja Adventista do Sétimo Dia. Os movimentos antiescravistas começaram cedo em Michigan e Ohio. Aqui, ela também se juntou ao núcleo dos abolicionistas de Michigan, os Progressive Friends, alguns que ela já havia conhecido em convenções nacionais. De 1857 a 1867, Truth viveu no vilarejo da Harmonia, Michigan, uma utopia espiritualista. Ela então se mudou para Battle Creek, Michigan, onde morou em sua casa em 38 College St. até sua morte em 1883. De acordo com o censo de 1860, sua família em Harmonia incluía sua filha, Elizabeth Banks (de 35 anos), e seus netos James Caldwell (escrito incorretamente como "Colvin"; 16 anos) e Sammy Banks (8 anos).
Durante a Guerra Civil, Truth ajudou a recrutar soldados negros para o Exército da União. Seu neto, James Caldwell, alistou-se no 54.º Regimento de Massachusetts. Em 1864, Truth foi contratada pela National Freedman's Relief Association em Washington, D.C., onde trabalhou diligentemente para melhorar as condições dos afro-americanos. Em outubro daquele ano, ela se encontrou com o presidente Abraham Lincoln.
Truth recebeu o crédito por escrever uma canção, "The Valiant Soldiers", para o 1.º Regimento de Cor de Michigan; foi dito ter sido composto durante a guerra e cantado por ela em Detroit e Washington, D.C. É cantado ao som de "John Brown's Body" ou "The Battle Hymn of the Republic". Embora Truth afirme ter escrito as palavras, ela foi contestada.
Em 1867, Truth mudou-se de Harmonia para Battle Creek. Em 1868, ela viajou para o oeste de Nova Iorque e visitou Amy Post, e continuou viajando por toda a costa leste. Em uma palestra em Florence, Massachusetts, depois de ela ter acabado de retornar de uma viagem muito cansativa, quando Truth foi chamada para falar, ela se levantou e disse: "Crianças, vim aqui como o resto de vocês, para ouvir o que tenho a dizer."
Em 1870, Truth tentou garantir doações de terras do governo federal para ex-escravos, um projeto que ela lutou por sete anos sem sucesso. Enquanto estava em Washington, D.C., ela teve uma reunião com o presidente Ulysses S. Grant na Casa Branca. Em 1872, ela retornou a Battle Creek, tornou-se ativa na campanha de reeleição presidencial de Grant e até tentou votar no dia da eleição, mas foi rejeitada na seção eleitoral.
Truth falou sobre a abolição, os direitos das mulheres, a reforma penitenciária e pregou ao Legislativo de Michigan contra a pena de morte. Nem todo mundo gostou de sua pregação e palestras, mas ela tinha muitos amigos e apoio incondicional entre muitas pessoas influentes na época, incluindo Amy Post, Parker Pillsbury, Frances Gage, Wendell Phillips, William Lloyd Garrison, Laura Smith Haviland, Lucretia Mott, Ellen G. White e Susan B. Anthony.

## Enfermidade e morte

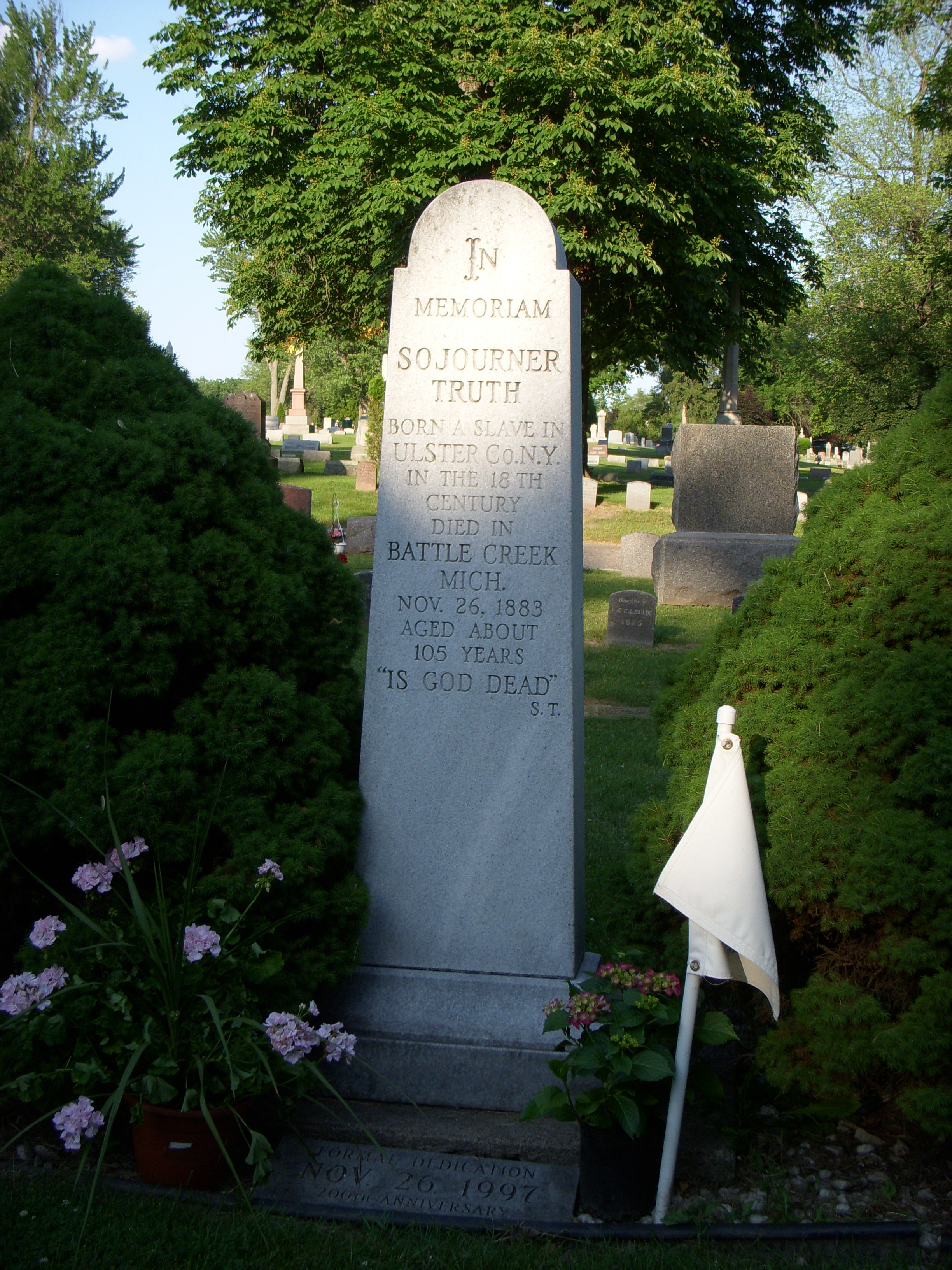
Túmulo de Sojourner Truth no cemitério de Oak Hill em Michigan

Truth foi cuidada por duas de suas filhas nos últimos anos de sua vida. Vários dias antes da morte de Sojourner Truth, um repórter veio de Grand Rapids Eagle para entrevistá-la. "Seu rosto estava abatido e emaciado e ela aparentemente sofria de muita dor. Seus olhos estavam muito brilhantes e a mente alerta, embora fosse difícil para ela falar."
Truth morreu no início da manhã de 26 de novembro de 1883, em sua casa em Battle Creek. Em 28 de novembro de 1883, seu funeral foi realizado na Igreja Congregacional-Presbiteriana, oficiado por seu pastor, o reverendo Reed Stuart. Alguns dos cidadãos proeminentes de Battle Creek agiram como carregadores; quase mil pessoas compareceram ao culto. Truth foi enterrada no cemitério Oak Hill da cidade.

## Legado

### Monumentos e estátuas
Muitos memoriais foram erguidos em homenagem à Sojourner Truth, comemorando sua vida e obra. Isso inclui placas memoriais, bustos e estátuas em tamanho real.

#### Michigan
O primeiro marcador histórico em homenagem a Truth foi estabelecido em Battle Creek, Michigan, em 1935, quando um memorial de pedra foi colocado na Stone History Tower, no Monument Park. Em 1976, o estado de Michigan reconheceu ainda mais seu legado ao nomear a Interestadual 194 no condado de Calhoun, Michigan, como Sojourner Truth Downtown Parkway.
1999 marcou o bicentenário estimado do nascimento de Sojourner. Para homenagear a ocasião, uma escultura gigantesca da Sojourner Truth feita por Tina Allen foi adicionado ao Monument Park em Battle Creek. O monumento Sojourner de 3,5 metros de altura é fundido em bronze.

#### Ohio
Em 1981, um marcador histórico de Ohio foi revelado na Universalist "Old Stone" Church em Akron, Ohio, onde Truth fez seu famoso discurso em 29 de maio de 1851.

#### Nova Iorque
Em 1983, uma placa em homenagem a Sojourner Truth foi inaugurada em frente ao histórico Tribunal do Condado de Ulster em Kingston, Nova Iorque. A placa foi dada pelo Comitê do Dia de Sojourner Truth para comemorar o centenário ano de sua morte.
Em 1998, no 150.º aniversário da Convenção dos Direitos das Mulheres de Seneca Falls, uma estátua de terracota em tamanho real de Sojourner Truth pelos artistas A. Lloyd Lillie, Jr. e Victoria "Vicki" Guerina foi inaugurada no Women's Rights National Historical Park Visitor's Center. Embora Truth não tenha participado da Convenção de Seneca Falls, a estátua marcou o famoso discurso de Truth em Akron, Ohio, em 1851, e reconheceu seu importante papel na luta pelo sufrágio feminino.
Em 2013, uma estátua de bronze de Sojourner Truth como uma menina de 11 anos foi instalada em Port Ewen, Nova Iorque, onde Truth viveu por vários anos enquanto ainda estava escravizada. A escultura de New Paltz da escultora nova-iorquina Trina Greene, é a única obra de arte pública que retrata Truth quando criança.
Em 2020, uma estátua foi inaugurada no parque Walkway Over the Hudson em Highland, Nova Iorque. Foi criado pelo escultor Yonkers Vinnie Bagwell, encomendado pela Comissão de Sufrágio Feminino do Estado de Nova Iorque. A estátua inclui texto, braile e símbolos. As dobras de sua saia funcionam como uma tela para retratar as experiências de vida de Sojourner, incluindo imagens de uma jovem mãe escravizada consolando seu filho, uma placa de venda de escravos, imagens de seus colegas abolicionistas e um pôster para uma marcha pelo sufrágio feminino.
Em 26 de agosto de 2020, no 100.º aniversário da aprovação da 19.ª Emenda à Constituição dos EUA, uma estátua em homenagem a Sojourner Truth, Elizabeth Cady Stanton e Susan B. Anthony foi inaugurada no Central Park na cidade de Nova Iorque. A escultura, intitulada "Monumento às Pioneiras dos Direitos das Mulheres" foi criada pela artista norte-americana Meredith Bergmann. É a primeira escultura no Central Park a retratar mulheres históricas. (Uma estátua da personagem fictícia Alice no País das Maravilhas é a única outra figura feminina retratada no parque). Os planos originais para o memorial incluíam apenas Stanton e Anthony, mas depois que os críticos levantaram objeções à falta de inclusão de mulheres negras, Truth foi adicionado ao projeto.

#### Califórnia
Em 1999, Sojourner, uma estátua mexicana de calcário da Sojourner Truth da escultora Elizabeth Catlett, foi inaugurada em Sacramento, Califórnia, na esquina da K com a 13th Street. Foi vandalizado em 2013, onde foi encontrado despedaçado.
Uma estátua de bronze da escultora de San Diego, Manuelita Brown, foi inaugurada em 22 de janeiro de 2015, no campus da Thurgood Marshall College of Law, Universidade da Califórnia, em San Diego, Califórnia. O artista doou a escultura para o colégio.

#### Massachusetts
Em 2002, a estátua Sojourner Truth Memorial, do escultor Thomas "Jay" Warren do Oregon, foi instalada em Florence, Massachusetts, em um pequeno parque localizado na Pine Street e Park Street, onde ela morou por dez anos.

#### Washington, D.C.
Em 2009, um busto de Sojourner Truth foi instalado no Capitólio dos Estados Unidos. O busto foi esculpido pela famosa artista Artis Lane. Fica no Emancipation Hall do U.S. Capitol Visitor Center. Com esta instalação, Truth se tornou a primeira mulher negra a ser homenageada com uma estátua no edifício do Capitólio.

### Outros reconhecimentos
Em relação à revista Ms., que começou em 1972, Gloria Steinem declarou: "Nós íamos chamá-la de Sojourner, em homenagem a Sojourner Truth, mas isso foi percebido como uma revista de viagens."
Truth foi postumamente incluída no National Women's Hall of Fame em Seneca Falls, Nova Iorque, em 1981. Ela também foi indicada para o Michigan Women's Hall of Fame em Lansing, Michigan. Ela fez parte da turma inaugural de iniciados quando o museu foi estabelecido em 1983.
O Serviço Postal dos EUA emitiu um selo postal comemorativo de 22 centavos em homenagem a Sojourner Truth em 1986. A arte original foi criada por Jerry Pinkney e apresenta um retrato duplo de Truth. O selo fazia parte da série Black Heritage. O primeiro dia de emissão foi 4 de fevereiro de 1986.
Truth foi incluída em um monumento de "Michigan Legal Milestones" erguido pela Ordem dos advogados do estado de Michigan em 1987, em homenagem ao seu histórico caso judicial.
O calendário dos santos da Igreja Episcopal reconhece anualmente Sojourner Truth, juntamente com Elizabeth Cady Stanton, Amelia Bloomer e Harriet Ross Tubman, em 20 de julho. Ela também é reconhecida individualmente em 26 de novembro. O calendário dos santos da Igreja Luterana reconhece Sojourner Truth junto com Harriet Tubman em 10 de março.
Em 2002, o estudioso da Temple University, Molefi Kete Asante, publicou uma lista dos 100 Greatest African Americans, que inclui Sojourner Truth.
Em 2014, o asteroide 249521 Truth foi nomeado em sua homenagem.
Truth foi incluída na lista dos "100 Americanos Mais Importantes" da Smithsonian Institution, publicada em 2014.
O Departamento do Tesouro dos Estados Unidos anunciou em 2016 que uma imagem de Sojourner Truth aparecerá no verso de uma nota de US$10 recém-projetada junto com Lucretia Mott, Susan B. Anthony, Elizabeth Cady Stanton, Alice Paul e a Procissão do Sufrágio Feminino de 1913. Os designs para as novas notas de US$ 5, US$ 10 e US$ 20 foram originalmente programados para serem reveladas em 2020 em conjunto com o 100.º aniversário das mulheres americanas conquistando o direito de votar por meio da Décima Nona Emenda à Constituição dos Estados Unidos.
Em 19 de setembro de 2018, o Secretário da Marinha dos Estados Unidos, Ray Mabus, anunciou o nome do último navio de um contrato de construção de seis unidades como USNS Sojourner Truth (T-AO 210). Este navio fará parte da mais recente classe John Lewis da Fleet Replenishment Oilers, nomeada em homenagem aos heróis dos direitos civis e humanos estadunidenses atualmente em construção na General Dynamics NASSCO em San Diego, CA.
Um Doodle do Google foi apresentado em 1.º de fevereiro de 2019, em homenagem a Sojourner Truth. O doodle foi exibido no Canadá, Estados Unidos, Reino Unido, Suíça, Israel, Irlanda e Alemanha.
Em sua primeira partida, em março de 2019, as mulheres da Seleção de Futebol Feminino dos Estados Unidos vestiram, cada uma, uma camisa com o nome de uma mulher que estavam homenageando nas costas; Christen Press escolheu o nome Sojourner Truth.

### Obras artísticas
Em 1862, o escultor norte-americano William Wetmore Story fez uma estátua de mármore, inspirada em Sojourner Truth, chamada The Libyan Sibyl. O trabalho foi premiado na Exposição Internacional de Londres. A escultura original foi doada ao Museu Metropolitano de Arte, de Nova Iorque, pela Erving Wolf Foundation em 1978.
Em 1892, o artista de Albion, Frank Courter, foi contratado por Frances Titus para pintar o encontro entre Truth e o presidente Abraham Lincoln que ocorreu em 29 de outubro de 1864.
Em 1945, Elizabeth Catlett criou uma gravura intitulada I'm Sojourner Truth como parte de uma série que homenageia o trabalho das mulheres negras. A gravura faz parte da coleção do Museu Metropolitano de Arte. Mais tarde, ela criou uma estátua em tamanho real de Truth, que foi exibida em Sacramento, Califórnia.
O compositor afro-americano Gary Powell Nash compôs In Memoriam: Sojourner Truth, em 1992.
A teórica feminista e autora bell hooksintitulou seu primeiro grande trabalho de "Ain't I a Woman?" de Truth. O livro foi publicado em 1981.
O governador de Nova Iorque, Mario Cuomo, apresentou uma estátua de dois pés de Sojourner Truth, feita pela escultora nova-iorquina Ruth Inge Hardison, a Nelson Mandela durante sua visita à cidade de Nova Iorque, em 1990.

### Bibliotecas, escolas e edifícios

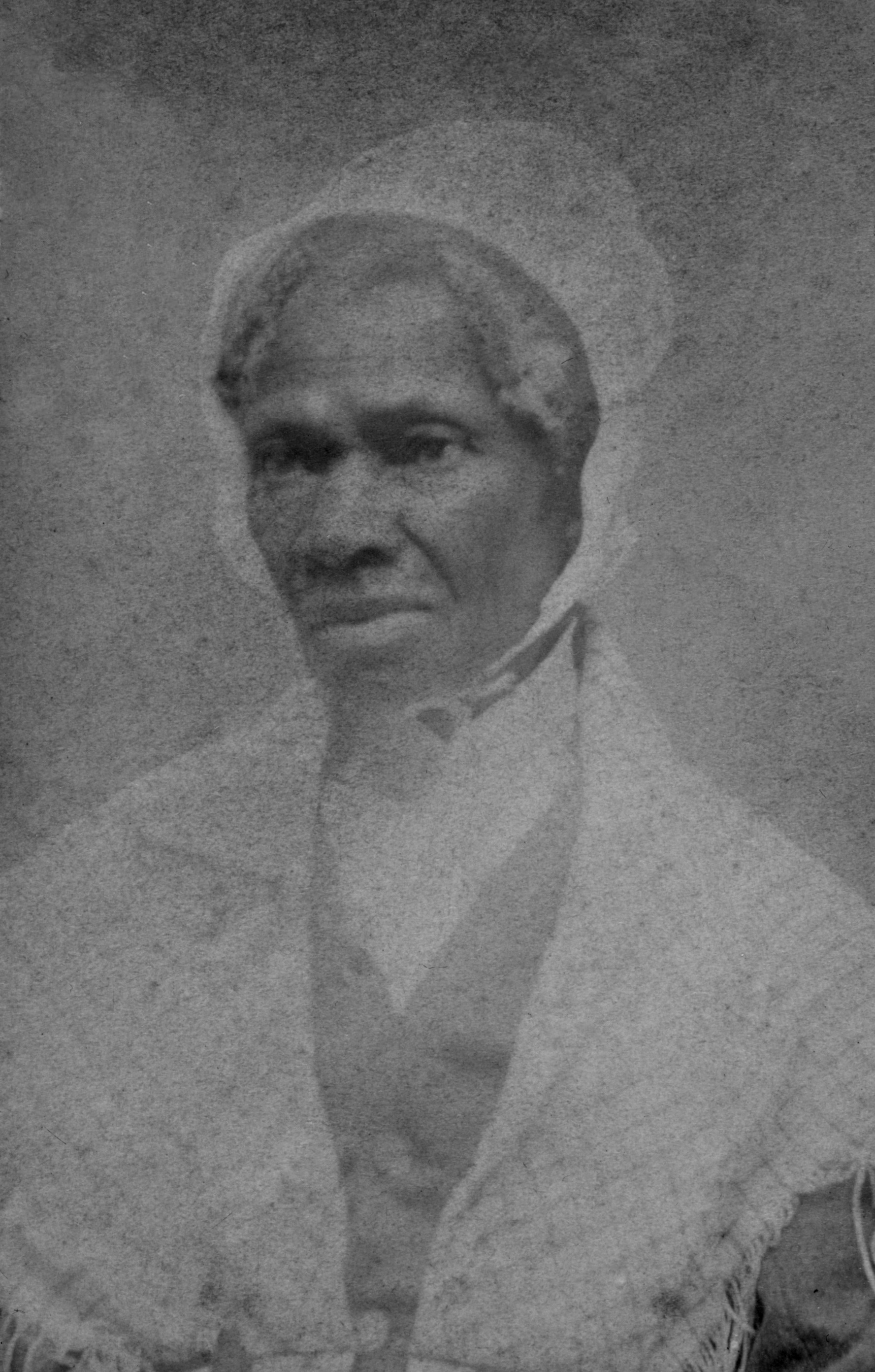
Sojourner Truth, c. 1864

- A Sojourner Truth Library da New Paltz State University of New York foi nomeada em homenagem a Truth em 1971.[89]
- Em 1980, o Inter Cooperative Council da Universidade de Michigan e os residentes da então Lenny Bruce House a renomearam como Sojourner Truth House[90] em sua homenagem.
- Em 1991, Summit County, Ohio, dedicou o edifício renovado da Danner Press como o Sojourner Truth Building em Akron e revelou o marcador histórico de Ohio reinstalado na parede do edifício.[91][92]
- The King's College, localizado dentro do Empire State Building na cidade de Nova Iorque, nomeou uma de suas casas como "The House of Sojourner Truth" em 2004.[93]
- Em reconhecimento de que Truth e seus pais foram escravizados por pessoas relacionadas ao seu primeiro presidente, a Universidade Rutgers rebatizou o College Avenue Apartments para Sojourner Truth Apartments.[94][95]
- Faculdade Sojourner–Douglass em Baltimore, que fechou em 2019, recebeu o nome de Truth e Frederick Douglass.
- Em fevereiro de 2020, escolas primárias e K-12 em vários estados receberam o nome de Truth.

### Organizações
- Em 1969, foi estabelecido o grupo político de esquerda Sojourner Truth Organization.
- Em 1996, a artista visual e ativista comunitária Shonna McDaniels fundou o Sojourner Truth African American (Art) Heritage Museum em South Sacramento, Califórnia (popularmente conhecido como "SOJO" Museum).[96]
- Em 1998, a Dra. Velma Laws Clay fundou o Sojourner Truth Institute em Battle Creek, para "expandir o conhecimento histórico e biográfico do trabalho de vida de Sojourner Truth e continuar sua missão ensinando, demonstrando e promovendo projetos que acentuam os ideais e princípios pelos quais ela lutou."[97]
- Sojourner Truth Houses foram estabelecidas em muitas cidades dos EUA para fornecer abrigo e serviços para mulheres que enfrentam a falta de moradia ou violência doméstica. Estes incluem Sojourner Truth Houses em Boston, MA,[98] Providence, RI,[99] e Pittsburgh, PA.[100]

## Escritos
- Narrative of Sojourner Truth: A Northern Slave (1850).
  - Dover Publications; 1997 ed; ISBN 0-486-29899-X
  - Penguin Classics; 1998 ed; ISBN 0-14-043678-2 (Introdução e notas de Nell Irvin Painter)
  - Universidade da Pensilvânia; edição online (Formato html, um capítulo por página)
  - Universidade da Virgínia; edição online (Formato HTML, 207 kB, livro inteiro em uma página)